# Aphis popovi
Aphis popovi är en insektsart. Aphis popovi ingår i släktet Aphis och familjen långrörsbladlöss. Inga underarter finns listade i Catalogue of Life.